# برده‌داری در آسیا
مروری بر برده‌داری آسیایی که در تمامی مناطق آسیا در طول تاریخ آن وجود داشته‌است. هرچند برده‌داری در تمامی کشورهای آسیایی لغو شده‌است، اما امروزه بعضی از انواع آن هنوز هم وجود دارد.

## افغانستان
برده‌داری در تاریخ پسا-کلاسیک افغانستان وجود داشت، در دوره قرون وسطی ادامه پیدا کرد و تا اوایل قرن بیستم میلادی پابرجا ماند. بعد از حمله اعراب به ایران، مناطق فارس و افغانستان که هنوز اسلام را نپذیرفته بودند به عنوان مناطق کافرنشین انگاشته می‌شدند. در نتیجه، این مناطق توسط جمعیت‌هایی که قبلاً اسلام را پذیرفته بودند به عنوان هدف‌های مشروع برای یورش و برده‌گیری پنداشته می‌شدند؛ مثلاً مناطق دیلمستان در شمال غرب ایران و مناطق کوهستانی غور در مرکز افغانستان در معرض یورش‌ها و برده‌گیری قرار داشتند که از جانب مناطق مسلمان نشین انجام می‌شد.
تبدیل نمودن اسرای جنگی به بردگی امر مشروعی پنداشته می‌شد؛ مثلاً در جریان اشغال ایران توسط افغان‌ها (۱۷۲۲–۱۷۳۰ میلادی) هزاران نفر برده گرفته شدند و مردمان بلوچ پیوسته به مناطق جنوب شرق ایران تاخت و تاز می‌نمودند، تا مردم را دست‌گیر نموده و آن‌ها را به برده تبدیل کنند. قاچاق برده در افغانستان به‌ویژه در مناطق شمال غرب بسیار رواج داشت و سالانه ۴۰۰ تا ۵۰۰ نفر در قندهار به‌فروش می‌رسیدند، این در حالی است که گفته می‌شود در اواخر قرن نوزدهم میلادی برده «تنها جنس تجاری» در شغنان بود. در مناطق جنوبی ایران، والدین فقیر اطفال خود را به عنوان برده می‌فروختند و حتی تا همین اواخرِ دهه ۱۹۰۰ میلادی نیز یورش‌هایی توسط رؤسای قبایل در جنوب ایران برای جمع‌آوری برده انجام می‌شد. بازار فروش این اسرا معمولاً در کشورهای عربی و افغانستان بود؛ «بیشتر دختران برده که به عنوان مستخدم در خانه‌های نجیب‌زادگان در قندهار کار می‌کردند، از شهرستان‌های دور افتاده غین آورده شده بودند».
بیشتر برده‌ها به عنوان کارگر در بخش زراعت، برده‌های خانگی و برده‌های جنسی استخدام می‌شدند و بقیه برده‌ها در سمت‌های اداری کار می‌کردند. در افغانستان برده‌ها تا حدی تحرک اجتماعی داشتند، به‌ویژه آن‌هایی که در مالکیت حکومت بودند. برده‌داری بیشتر در شهرها رواج داشت، چون برخی قبیله‌های افغان در تجارت برده دخیل نبودند؛ طبق برخی منابع، ماهیت غیرمتمرکز قبایل افغان مناطق شهرنشین را مجبور می‌کرد تا برای تکمیل نمودن کمبود کارگر به واردات برده بپردازند. بیشتر برده‌های افغانستان هندوهایی بودند که در جریان یورش افغان‌ها به هندوستان (بعداً حمله درانی به هندوستان) اسیر شده بودند، یا برده‌هایی که از فارس و آسیای مرکزی وارد شده بودند.
طبق گزارش یک هیئت گسیل شده به افغانستان که در ۱۷۸۱ میلادی در لندن به چاپ رسید:
«این کشور از کابل گرفته تا دریای آمو ظاهراً در وضعیت بسیار بی‌قانونی به سر می‌برد؛ برده‌داری در اوج خود قرار داشته و به منطقه هزاره، بدخشان، واخان، تاشقرغان، کانجوت (هنزه) و سایر مکان‌ها گسترش یافته‌است. ارزش یک برده، مثلاً مردی که احتمالاً کارهای جسمی را به‌خوبی بتواند انجام دهد، در مناطق بالای بدخشان برابر است با ارزش یک سگ بزرگ این کشور یا یک اسب که معادل ۸۰ روپیه می‌باشد. ارزش یک دختر برده برابر است با چهار اسب و بیشتر بستگی به زیبایی و غیره دارد؛ اما، مردان تقریباً همیشه با سگ‌ها مبادله می‌شوند. زمانی‌که من در تبت کوچک (لداخ) بودم، بردهٔ مرخص شده که قبلاً در ارتش کشمیر بود به کمپ من پناه آورد؛ وی گفت که از نظر غذا و غیره با وی رفتار نسبتاً خوبی صورت می‌گرفت، اما وی هرگز نمی‌تواند این را فراموش کند که با یک سگ مبادله گردید، وی همواره این موضع را یاد می‌کرد و مردی که وی را فروخته بود ظاهراً به این فکر می‌کرد که از میان این دو حیوان سگ بهتر بود. قیمت برده‌ها در مناطق پایینی بدخشان و مناطق دور افتاده‌تر به مراتب بالا بود و پرداخت از طریق سکه انجام می‌شد».
حاکمان افغانستان طبق عرف معمول چهار زن رسمی در حرم خود داشتند و همچنین به‌خاطر دیپلماسی‌های ازدواج قبیله-ی تعداد بی‌شماری زن‌های غیررسمی نیز داشتند، به علاوه آن‌ها تعداد زیاد زنان برده را در حرم‌شاهی نگه می‌داشتند که معروف به کنیز و صورتی بودند و توسط غلام بچه (خواجه‌ها) محافظت می‌شدند.
تا زمانی‌که برده‌داری به‌طور رسمی در ۱۹۲۳ لغو شد، در حدود ۷۰۰ برده در کابل وجود داشت که از آن‌ها بنام بیگار (کارگر بدون مزد) یاد می‌شدند. برده‌های زیر سن ۱۲ سال به قیمت ۵۰ روپیه به‌فروش می‌رسیدند و برده‌های بزرگ‌تر از ۱۲ سال به قیمت ۳۰ روپیه؛ بیشتر خانواده‌های ثروت‌مند حداقل یک یا دو برده داشتند و تبادل آن‌ها به عنوان تحفه خیلی رایج بود.
امان‌الله خان در قانون اساسی ۱۹۲۳ برده‌داری در افغانستان را لغو کرد، اما این کار برای چندین‌سال پس از آن به‌طور غیررسمی ادامه یافت. آرورا نلسون اهل کشور سوئد که در سال‌های ۱۹۲۶–۱۹۲۷ در کابل زندگی می‌کرد، رخدادهای برده‌داری در کابل را در خاطرات خود بیان کرد، وی داستان یک زن آلمانی را شرح می‌دهد که بیوه مردی بنام عبدالله از قبیله آفریدی بود و از نزد جانشین شوهر فقید خود با کودکان‌اش به کابل فرار نموده و در حراجی به فروش رسید و پس از این‌که توسط سفارت آلمان به قیمت ۷٬۰۰۰ مارک خریداری گردید آزادی خود را به‌دست‌آورد.

## آسیای مرکزی و قفقاز
برده‌داری بخش جدایی ناپذیر تاریخ اجتماعی، اقتصادی و سیاسی آسیای مرکزی را شکل می‌دهد. تمامی سازمان‌های سیاسی دارای اندازه و ساختارهای مختلف مانند کنفدراسیون‌های چادر نشینان، دولت‌های شهری زراعی و امپراطوری‌ها به نحوی و در زمان‌های مختلف به ترویج برده‌داری و تجارت افراد می‌پرداختند و کارگران خود را استثمار می‌نمودند. اگر چه جوامع آسیای مرکزی به‌طور مستقل روش‌های برده‌داری محلی خود را ایجاد نموده بودند، اما آن‌ها از شبکه‌های فروش-برده خود برای توسعه راه ابریشم استفاده نمودند، راهی که بازارهای پراکنده آن‌ها را به تمام اروپا-آسیا وصل کرد. بازرگانان راه ابریشم علاوه بر اقلام تجاری چون ابریشم، ادویه و غیره به انتقال و خرید و فروش انسان‌ها در سراسر آسیای مرکزی می‌پرداختند. چون آسیای مرکزی دارای اقوام، زبان و ادیان گوناگون بود، مردمانی که در آن‌جا برده می‌شدند دارای پس‌زمینه‌های مختلف بودند و به زبان‌های مختلفی صحبت می‌کردند.